# Джим Крейг (хокеїст)
Джим Крейг (англ. Jim Craig, нар. 31 травня 1957, Істон) — американський хокеїст, що грав на позиції воротаря. Грав за збірну команду США.
Олімпійський чемпіон.

## Ігрова кар'єра
Професійну хокейну кар'єру розпочав 1979 року.
1977 року був обраний на драфті НХЛ під 72-м загальним номером командою «Атланта Флеймс». 
Протягом професійної клубної ігрової кар'єри, що тривала 6 років, захищав кольори команд «Атланта Флеймс», «Бостон Брюїнс» та «Міннесота Норт-Старс».
Виступав за збірну США.

## Популярна культура
У 2004 Дісней виспустив фільм під назвою «Диво» присвяченій перемозі американській збірній з хокею на Олімпійських іграх-1980. У фільмі Джима зіграв актор Едді Кагілл.